# Городецкий, Борис Павлович
Бори́с Па́влович Городе́цкий (28 июня [10 июля] 1896 года — 4 июня 1974 года) — советский историк литературы, пушкинист. Заместитель директора (1941—1942), старший научный сотрудник (1935—1972) Института русской литературы АН СССР, декан историко-филологического факультета (1942—1944), заведующий кафедрой истории русской литературы (1944) Молотовского университета.

## Биография
Родился 28 июня [10 июля] 1896 года в Костроме.
В 1905—1913 годах учился в Кинешемском реальном училище, в 1913— 1915 годах — в Технологическом институте в Санкт-Петербурге. В 1915 году поступил в Петроградский университет.
В 1916—1921 годах — на военной службе
В 1926—1930 годах — студент факультета общественных наук Ленинградского государственного университета. В 1931 году принят в аспирантуру Института русской литературы. С момента возобновления деятельности Пушкинской комиссии (ноябрь 1931 года) — её член.
В 1935 году защитил кандидатскую диссертацию — «„Борис Годунов“ А. С. Пушкина: История создания». С того же года — старший научный сотрудник Института русской литературы АН СССР (Пушкинского Дома); в период блокады Ленинграда (1941—1942) — заместитель директора института. Также занимал должность учёного секретаря ИРЛИ.
В 1942—1944 годах жил в городе Молотове, где работал в Молотовском государственном университете. С 16 декабря 1942 по 11 августа 1944 года был деканом историко-филологического факультета МолГУ, с конца 1943 года — заведующий кафедрой истории русской литературы и языкознания. Уволен 17 августа 1944 года в связи с возвращением института в Ленинград.
В 1944—1948 годах по совместительству был доцентом кафедры советской литературы ЛГПИ. После смерти Б. В. Томашевского возглавлял сектор пушкиноведения, позднее — сектор новой русской литературы Пушкинского Дома (1957—1972). С 1972 года на пенсии.
Скончался 4 июня 1974 года в Ленинграде.

## Научно-образовательная и административная деятельность
Находясь в годы Великой Отечественной войны в Перми, где работал деканом историко-филологического факультета и заведующим кафедрой русской литературы Пермского университета, Б. П. Городецкий оставил о себе яркие воспоминания как лектор. Одна из его студенток тех лет Т. А. Рубинштейн вспоминает:

До сих пор с благоговением помню нашего профессора Бориса Петровича Городецкого, известного в стране пушкиниста, лекции которого были не только чудом научного откровения, но и чудом лекторского искусства.

## Основные работы
- Драматургия Пушкина. М.-Л.: Изд-во АН СССР, 1953. 359 с.
- «Путешествие из Москвы в Петербург» А. С. Пушкина // Пушкин: исследования и материалы. М.-Л., 1960. Т. III. С 218—267.
- Лирика Пушкина. М.; Л.: Изд-во АН СССР, 1962. 466 с.
- Пушкин: итоги и проблемы изучения. Коллективная монография / Под ред. Б. П. Городецкого, Н. В. Измайлова, Б. С. Мейлаха. М.-Л.: Наука, 1966. 663 с.
- Русские лирики: историко-литературные очерки. Л.: Наука, 1974. 158 с.

## Награды
- Орден «Знак Почёта».
- Орден Красной Звезды.
- Медаль «За оборону Ленинграда».
- Медаль «За доблестный труд в Великой Отечественной войне 1941—1945 гг.»[6].